# Грац-Умгебунг
Грац-Умгебунг (нім. Graz-Umgebung) — округ австрійської федеральної землі Штирія. Єдиний округ Штирії, який не має адміністративного центру - адміністративні органи розміщені у місті Грац, яке є штатутарштадтом (статутним містом) і утворює окрему адміністративну одиницю, що не входить до складу округу.

## Адміністративний поділ

### Сучасний поділ
Округ поділено на 36 громад:
Міста
1. Фронлайтен

Ярмаркові містечка
1. Гаусманнштеттен
2. Гессендорф
3. Граткорн
4. Гратвайн-Штрасенгель
5. Гітцендорф
6. Добль-Цварінг
7. Дойчфайстріц
8. Еггерсдорф-бай-Грац
9. Земріах
10. Ібельбах
11. Кальсдорф-бай-Грац
12. Кумберг
13. Ласніцгеге
14. Лібох
15. Пеггау
16. Премштеттен
17. Рааба-Грамбах
18. Санкт-Марайн-бай-Грац
19. Таль
20. Фазольдсберг
21. Фельдкірхен-бай-Грац

Сільські громади
1. Вайнітцен
2. Верндорф
3. Вундшуг
4. Газельсдорф-Тобельбад
5. Гарт-бай-Грац
6. Заєрсберг-Пірка
7. Кайнбах-бай-Грац
8. Нестельбах-бай-Грац
9. Санкт-Бартоломе
10. Санкт-Освальд-бай-Планкенварт
11. Санкт-Радегунд-бай-Грац
12. Ферніц-Меллах
13. Штаттегг
14. Штіволль

### До реформи 2014/2015
Округ було поділено на 57 громад:
1. Айсбах
2. Аттендорф
3. Бродінгберг
4. Вайнітцен
5. Верндорф
6. Вундшуг
7. Газельсдорф-Тобельбад
8. Гарт-бай-Грац
9. Гарт-Пургшталль
10. Гаусманнштеттен
11. Гессендорф
12. Геф-Пребах
13. Гітцендорф
14. Грамбах
15. Гратвайн
16. Граткорн
17. Гросштюбінг
18. Гшнайдт
19. Добль
20. Дойчфайстріц
21. Еггерсдорф-бай-Грац
22. Едельсгруб
23. Заєрсберг
24. Земріах
25. Ібельбах
26. Кайнбах-бай-Грац
27. Кальсдорф-бай-Грац
28. Крумегг
29. Кумберг
30. Лангегг-бай-Грац
31. Ласніцгеге
32. Лібох
33. Меллах
34. Нестельбах-бай-Грац
35. Пеггау
36. Пірка
37. Рааба
38. Ретельштайн
39. Рорбах-Штайнберг
40. Санкт-Бартоломе
41. Санкт-Марайн-бай-Грац
42. Санкт-Освальд-бай-Планкенварт
43. Санкт-Радегунд-бай-Грац
44. Таль
45. Тирнау
46. Тульвіц
47. Унтерпремштеттен
48. Фазольдсберг
49. Фельдкірхен-бай-Грац
50. Ферніц
51. Фронлайтен
52. Цварінг-Пельс
53. Цеттлінг
54. Шремс-бай-Фронлайтен
55. Штаттегг
56. Штіволль
57. Юдендорф-Штрасенгель

## Демографія
Населення округу за роками за даними статистичного бюро Австрії

## Виноски
| Австрія | Це незавершена стаття з географії Австрії. Ви можете допомогти проєкту, виправивши або дописавши її. |